# Taku Takeuchi
Pour les articles homonymes, voir Takeuchi.
Taku Takeuchi (竹 内 択, Takeuchi Taku), né le 20 mai 1987 à Iiyama, est un sauteur à ski japonais.

## Carrière
Il représente d'abord le club finlandais Puijon Hiihtoseura, étudiant dans ce pays, puis entre dans l'équipe de Kitano Construction en 2006-2007.
Takeuchi obtient sa première sélection avec l'équipe nationale en 2005 à l'occasion du championnat du monde junior à Rovaniemi, se classant notamment sixième en individuel. En 2006, il intègre à trois reprises le top dix en Coupe continentale (neuvième place). À l'été 2006, il est convié dans l'élite en prenant part au Grand Prix, enregistrant une septième place sur le concours de Hakuba. Il fait ainsi ses débuts dans la Coupe du monde en novembre 2006, à Ruka, où son résultat est 23e, synonyme de premiers points. Plus tard dans l'hiver, il obtient son premier podium dans la Coupe continentale à Planica.
Takeuchi effectue sa première saison complète dans l'élite en 2007-2008 et y obtient plusieurs résultats dans le top dix à Sapporo (huitième et neuvième). Les deux saisons suivantes sont moins riches en résultats que celle-ci, mais connaît l'honneur de sa première sélection aux Jeux olympiques à l'édition 2010 à Vancouver, où il est 34e et 37e en individuel, ainsi que cinquième par équipes. En novembre 2010, il monte sur son premier podium dans une compétition par équipes en Couoe du monde à Ruka avec Daiki Itō, Shohei Tochimoto et Noriaki Kasai. Quelques mois plus tard, il prend part à ses premiers championnats du monde à Oslo. En août 2011, il figure sur le podium deux fois sur le Grand Prix à Hakuba.
Après une quatrième place à Garmisch-Partenkirchen, il atteint pour la première fois le podium en individuel dans la Coupe du monde le 4 janvier 2012 à Innsbruck dans le cadre de la Tournée des quatre tremplins, pour finir douzième du classement général en fin de saison. Au Grand Prix d'été 2012, il gagne pour la première fois à Almaty et prend la troisième place au classement général, soit son meilleur bilan dans la compétition (comme en 2014).
En 2013, il obtient sa première médaille internationale en remportant le concours par équipes mixte des Mondiaux de Val di Fiemme en Italie, avec Yūki Itō, Daiki Itō et Sara Takanashi et monte sur la deuxième marche du podium à Klingenthal (derrière Jaka Hvala), meilleur résultat individuel de sa carrière en Coupe du monde.
Il est médaillé de bronze un an plus tard aux Jeux olympiques à Sotchi dans l'épreuve par équipes, tandis qu'il affiche son meilleur résultat individuel sur le grand tremplin avec la treizième position. Cet hiver, il affichait de bons résultats, notamment à Lillehammer, où il est deuxième en individuel et premier par équipes mixtes (unique victoire en Coupe du monde), mais a souffert d'une maladie dangereuse, le syndrome Churg-Strausse, qui aurait pu achever sa carrière.
Il remporte aussi deux autres médailles de bronze sur le concours par équipes mixtes aux Championnats du monde 2015 à Falun et 2017 à Lahti. En individuel, il compte deux résultats dans le top dix sur le petit tremplin : septième lors des Mondiaux 2013 et cinquième lors des Mondiaux 2015.
En février 2016, il est présent sur son quatrième et ultime podium dans la Coupe du monde lorsqu'il termine troisième à Lahti. Il est dix-huitième du classement général, soit son deuxième meilleur score. À l'été 2016, il gagne sa troisième et dernière manche dans le grand Prix. À partir de ce point ses résultats en Coupe du monde baissent, finissant au mieux douzième en 2017 et quinzième l'hiver suivant.
Il concourt aussi aux Jeux olympiques de 2018 à Pyeongchang, avec une 22e place au grand tremplin et une sixième place par équipes. En 2019-2020, pour sa dernière saison dans le sport de haut niveau, il gagne plusieurs épreuves de la Coupe continentale et est 47e de la Coupe du monde.

## Palmarès

### Jeux olympiques
| Épreuve / Édition | Vancouver 2010 | Sotchi 2014 | Pyeongchang 2018 |
| Petit tremplin    | 34e            | 24e         |                  |
| Grand tremplin    | 37e            | 13e         | 22e              |
| Par équipes       | 5e             | Bronze      | 6e               |

### Championnats du monde
| Épreuve / Édition | Épreuve / Édition | Oslo 2011                        | Val di Fiemme 2013               | Falun 2015                       | Lahti 2017                       |
| Petit tremplin    | Petit tremplin    | 24e                              | 7e                               | 5e                               | 20e                              |
| Grand tremplin    | Grand tremplin    | 26e                              | 17e                              | 24e                              | 17e                              |
| Par équipes       | PT                | 5e                               | Épreuve inexistante à cette date | Épreuve inexistante à cette date | Épreuve inexistante à cette date |
| Par équipes       | GT                | 6e                               | 5e                               | 4e                               | 7e                               |
| Par équipes       | mixtes            | Épreuve inexistante à cette date | Or                               | Bronze                           | Bronze                           |

Légende : PT = petit tremplin, GT = grand tremplin.

### Championnats du monde de vol à ski

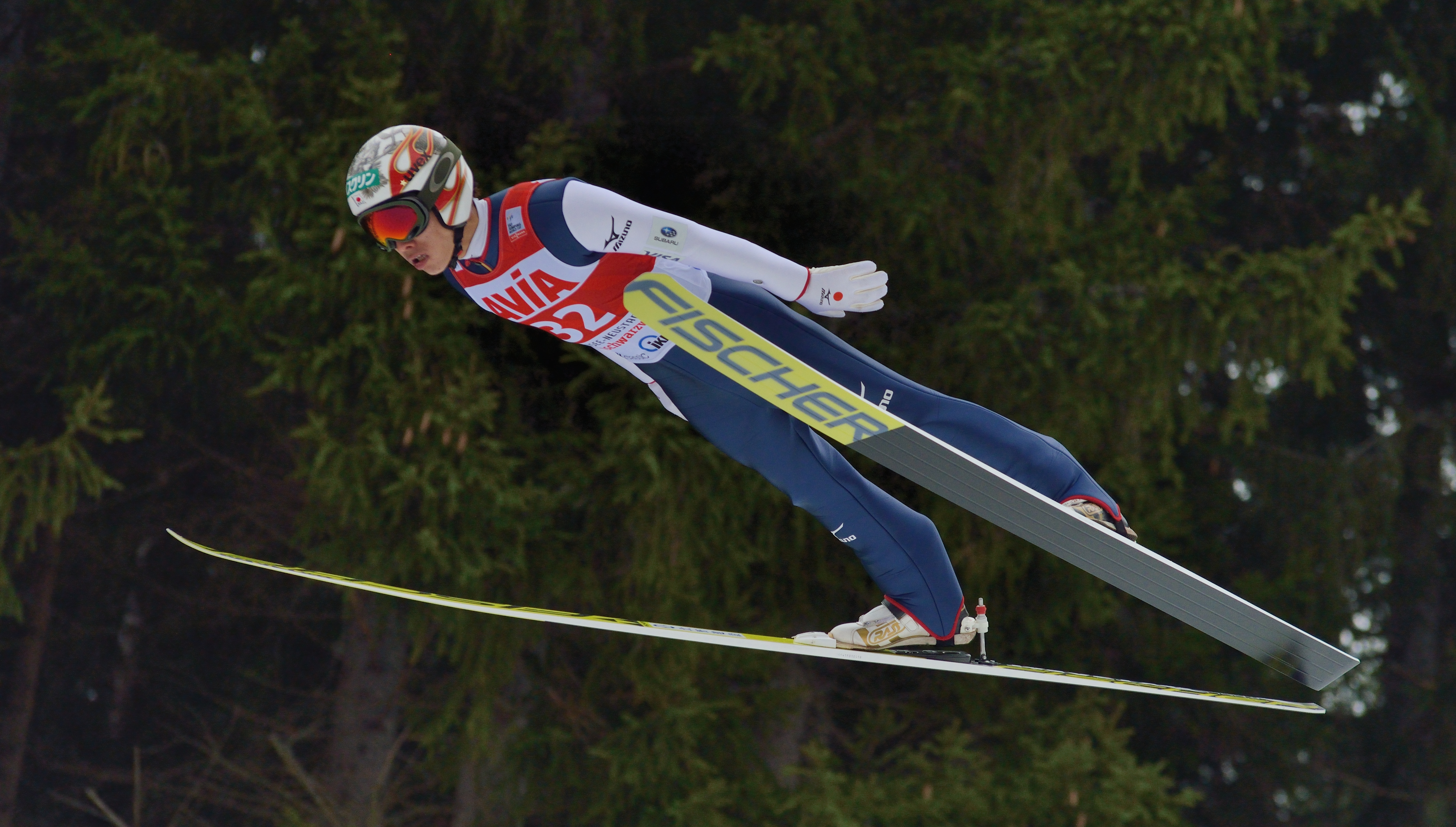
Taku Takeuchi 2016

| Épreuve / Édition | Oberstdorf 2008 | Planica 2010 | Vikersund 2012 |
| Individuel        | 39e             | 34e          | 31e            |
| Par équipes       | 7e              | -            | 5e             |

### Championnats du monde junior
| Épreuve / Édition | Rovaniemi 2005 |
| Individuel        | 6e             |
| Par équipes       | 8e             |

### Coupe du monde
- Meilleur classement général : 13e en 2012.
- 4 podiums individuels : 2 deuxièmes places et 2 troisièmes places.
- 10 podiums par équipes, dont 1 victoire.

#### Différents classements en Coupe du monde
| Année     | Classement général final |
| 2006-2007 | 65e                      |
| 2007-2008 | 28e                      |
| 2008-2009 | 42e                      |
| 2009-2010 | 49e                      |
| 2010-2011 | 47e                      |
| 2011-2012 | 13e                      |
| 2012-2013 | 21e                      |
| 2013-2014 | 22e                      |
| 2014-2015 | 20e                      |
| 2015-2016 | 18e                      |
| 2016-2017 | 30e                      |
| 2017-2018 | 31e                      |
| 2018-2019 | 61e                      |
| 2019-2020 | 47e                      |
| 2022-2023 | 82e                      |

### Grand Prix
- 3e en 2012 et 2014.
- 9 podiums individuels, dont 3 victoires.

### Coupe continentale
- 5e du classement général en 2020.
- 7 podiums individuels, dont 4 victoires.